# Pseudomerulius curtisii
Pseudomerulius curtisii är en svampart som först beskrevs av Miles Joseph Berkeley, och fick sitt nu gällande namn av Redhead & Ginns 1985. Pseudomerulius curtisii ingår i släktet Pseudomerulius och familjen Tapinellaceae.   Inga underarter finns listade i Catalogue of Life.